# Meliola abietis
Meliola abietis är en svampart som beskrevs av Sacc. 1882. Meliola abietis ingår i släktet Meliola och familjen Meliolaceae.   Inga underarter finns listade i Catalogue of Life.